# Gimnazjum i Liceum im. Sułkowskich
Gimnazjum i Liceum im. Sułkowskich w Rydzynie – eksperymentalna szkoła internatowa w Rydzynie słynąca z bardzo wysokiego poziomu nauczania.
Istniała w latach 1928–1939, założona na zasadzie Fundacji Sułkowskich założonej pierwotnie w 1783 przez Księcia Augusta Sułkowskiego. Dyrektorem szkoły był Tadeusz Łopuszański, były minister Oświecenia Publicznego i Wyznań Religijnych.
Uczniem tego gimnazjum był Franciszek Walicki pseudonim artystyczny Jacek Grań, dziennikarz muzyczny, publicysta, autor tekstów piosenek, działacz kulturalny, współtwórca wielu zespołów muzycznych, także kompozytor, uważany za ojca polskiego bigbitu i rocka, a także Bolesław Krzysztof Biega, powstaniec warszawski, oficer AK i Polskich Sił Zbrojnych na Zachodzie. Absolwentem tej szkoły był także Tadeusz Skarżyński, Konstanty Jeleński, przydomek „Kot”, eseista, krytyk i publicysta związany z paryską „Kulturą”.